# Eurhomalea exalbida
Eurhomalea exalbida is een tweekleppigensoort uit de familie van de Veneridae. De wetenschappelijke naam van de soort is voor het eerst geldig gepubliceerd in 1817 door Dillwyn.